# Шугаевка
Шугаевка (укр. Шугаївка) — село,
Орельский поселковый совет,
Лозовский район,
Харьковская область, Украина.
Код КОАТУУ — 6323955709. Население по переписи 2001 года составляет 44 (20/24 м/ж) человека.

## Географическое положение
Село Шугаевка находится на левом берегу Орельского водохранилища, недалеко от его плотины.
На расстоянии в 1 км находится пгт Орелька.
Рядом проходит железная дорога, станция Орелька на расстоянии в 2 км.

## История
- 1953 — дата основания.

## Известные люди
- Святошенко Леонид Степанович — Герой Советского Союза, родился в селе Шугаевка.